# Трифонов Євген Андрійович
Трифонов Євген Андрійович (1885–1937) полковник РКЧА.

## Біографія
Походив з козацької родини. У 1904 році вступив у ВКП (б).
У 1917 чл. Нарвського-Петергофского ком. РСДРП (б), чл. Центр. комендатури Петрограда і Гол. штабу Червоної гвардії.
До Жовтневого перевороту прибув на Донбас, де займався питаннями організації червоногвардійських загонів на рудниках, при його допомоги на Нелеповском руднику був створений збройний загін чисельністю 180 чоловік.
4 грудня 1917 був обраний у Центральне бюро Військово-революційних комітетів Донбасу.
Був військкомом штабу Південної завіси, начальник 9-ї кавалерійської дивізії, військовий комісар Донської області, помічник начальника 7-ї стрілецької дивізії.
У 1919-21 на різних посадах у Червоній Армії. Чл. Військової Ради НРА ДВР (червень 1921 — лютий. 1922), заст. головкому НРА ДВР (листоп. 1921 — лютий. 1922).
1932–1936 закінчив Військову Академію ім. М. В. Фрунзе, нагороджений орденом Червоного Прапора. ГО-67, ГВВІ-87
Репресований у 1937. Посмертно реабілітований.